# Kai Arne Engelstad
Kai Arne Engelstad (Oslo, 21 december 1954) is een Noors voormalig langebaanschaatser.

## Records

### Persoonlijke records
| Afstand    | Tijd    | Datum           | Baan      |
| ---------- | ------- | --------------- | --------- |
| 500 meter  | 38,14   | 4 maart 1984    | Trondheim |
| 1000 meter | 1.14,69 | 17 maart 1983   | Medeo     |
| 1500 meter | 1.59,46 | 15 januari 1984 | Kongsberg |

### Wereldrecords laaglandbaan (officieus)
| Nr. | Afstand    | Tijd    | Datum            | Baan   |
| --- | ---------- | ------- | ---------------- | ------ |
| 1.  | 1000 meter | 1.18,94 | 13 februari 1977 | Arvika |

## Resultaten
| Jaar | Olympische Spelen            | WK Sprint | WK Junioren |
| ---- | ---------------------------- | --------- | ----------- |
| 1973 |                              |           | 6e          |
| 1974 |                              |           | 4e          |
| 1975 |                              |           | 5e          |
| 1976 | -                            | 5e        |             |
| 1977 |                              | 8e        |             |
| 1978 |                              | 30e       |             |
| 1979 |                              | 7e        |             |
| 1980 | 16e 500m                     | 5e        |             |
| 1981 |                              | -         |             |
| 1982 |                              | 29e       |             |
| 1983 |                              | 7e        |             |
| 1984 | 18e 500m · 1000m · 12e 1500m | Brons     |             |
| 1985 |                              | 10e       |             |
| 1986 |                              | 26e       |             |

- = geen deelname

### Medaillespiegel
| Kampioenschap     | Goud | Zilver | Brons |
| ----------------- | ---- | ------ | ----- |
| Olympische Spelen | 0    | 0      | 1     |
| WK Sprint         | 0    | 0      | 1     |
| WK Junioren       | 0    | 0      | 0     |